# Croissy-sur-Seine
Croissy-sur-Seine är en kommun i departementet Yvelines i regionen Île-de-France i norra Frankrike. Kommunen ligger i kantonen Chatou som tillhör arrondissementet Saint-Germain-en-Laye. År 2022 hade Croissy-sur-Seine 10 580 invånare.

## Befolkningsutveckling
Antalet invånare i kommunen Croissy-sur-Seine
| Referens: INSEE |